# Ditrichum cylindricarpum
Ditrichum cylindricarpum är en bladmossart som beskrevs av F. Müller 1881. Ditrichum cylindricarpum ingår i släktet grusmossor, och familjen Ditrichaceae. Inga underarter finns listade i Catalogue of Life.